# Plectocryptus albulatorius
Plectocryptus albulatorius är en stekelart som först beskrevs av Johann Ludwig Christian Gravenhorst 1829.  Plectocryptus albulatorius ingår i släktet Plectocryptus och familjen brokparasitsteklar. Utöver nominatformen finns också underarten P. a. nigriventris.